# Sabana Grande (metro de Caracas)
Sabana Grande es una estación del Metro de Caracas perteneciente a la Línea 1. Está en el centro-este de Caracas, ubicado a la mitad del Bulevar de Sabana Grande, del cual toma su nombre la estación.

## Características
La estación Sabana Grande comprende una de las tres estaciones (siendo esta la intermedia), que comprende su trayectoria por el Bulevar de Sabana Grande a nivel subterráneo, que inicia desde la estación Plaza Venezuela, a partir de la Av. Las Acacias, y termina en la Plaza Brión, donde se encuentra la estación Chacaíto.
En 2010, se iniciaron trabajos para la construcción de lo que sería la continuación de la Línea 4 (Zona Rental - Miranda), atendiendo a la alta afluencia de usuarios que existe actualmente en el tramo Plaza Venezuela - Miranda, el cual tiene prevista su inauguración para el año 2015.

## Salidas
Posee cuatro salidas:
- Bulevar de Sabana Grande con Calle Negrín, Acera Nor-Este (Centro Empresarial Sabana Grande)
- Bulevar de Sabana Grande con Pasaje La Iglesia, Acera Nor-Oeste
- Bulevar de Sabana Grande, Acera Sur-Oeste
- Bulevar de Sabana Grande con Calle El Recreo, Acera Sur-Este

## Lugares de interés
- Sabana Grande (Caracas)
- Bulevar de Sabana Grande
- Iglesia de la Inmaculada Concepción
- Centro Comercial El Recreo
- La Florida (Caracas)
- Museo ornitológico William Phelps
- Avenida Francisco Solano, uno de los principales espacios gastronómicos de Caracas
- Centro Comercial City Market
- Centro Empresarial del Este

## Galería

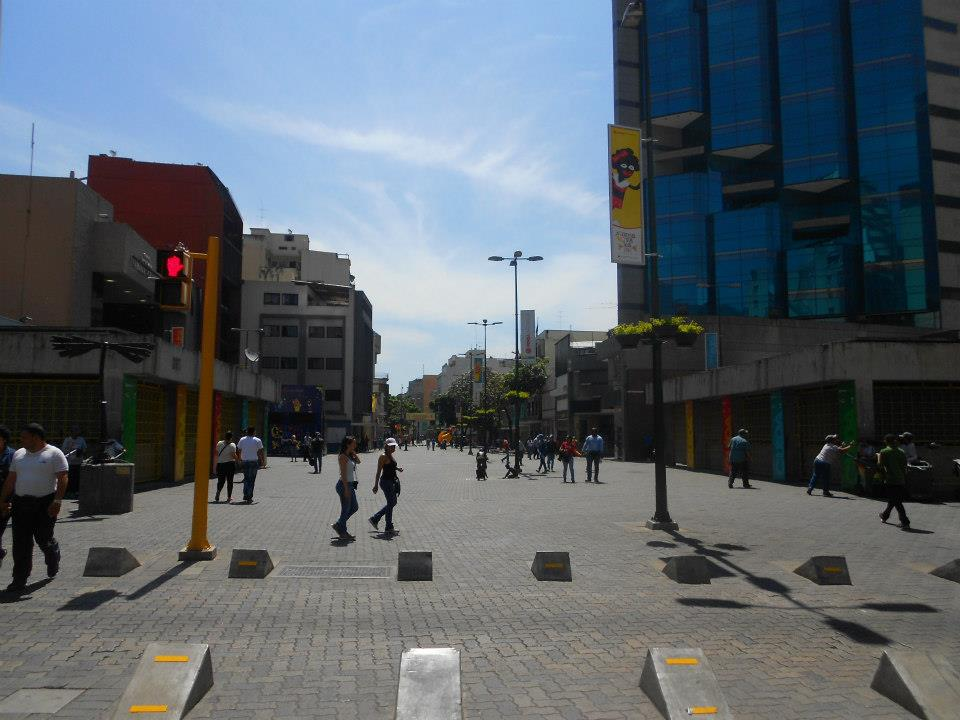
Entradas Este de la estación Sabana Grande
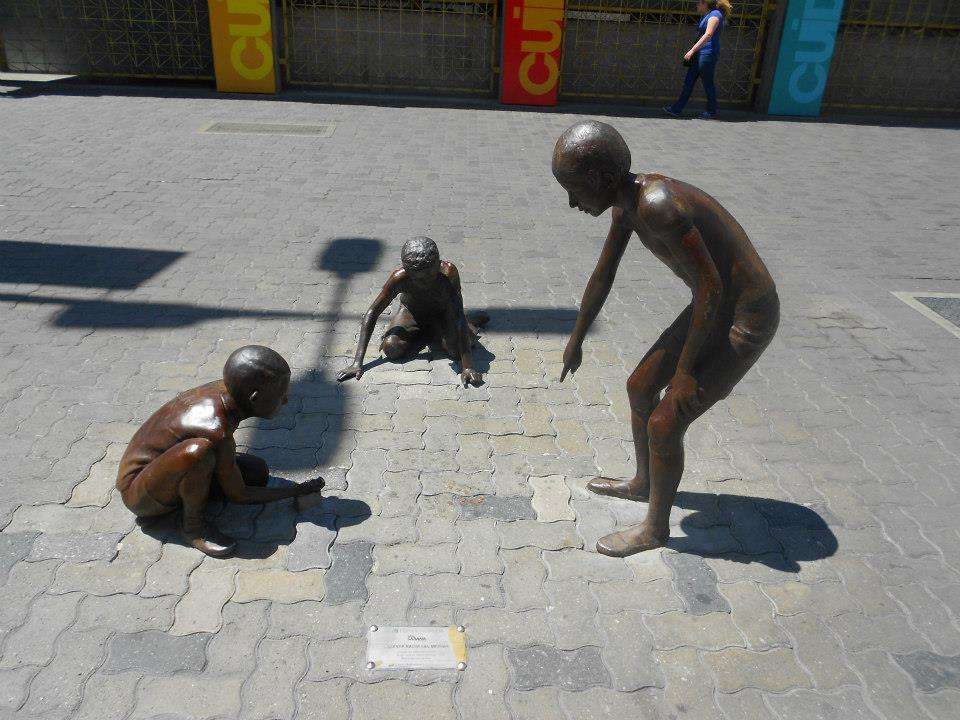
En las inmediaciones de las entradas Este de la estación Sabana Grande